# Акимовское (Тверская область)
Акимовское — опустевшая деревня в Кимрском районе Тверской области. Входит в состав Ильинского сельского поселения.

## География
Находится в юго-восточной части Тверской области на расстоянии приблизительно 27 км на запад-северо-запад по прямой от районного центра города Кимры в левобережной части района.

## История
Известна была с 1628 года как владение патриарха с 2 дворами. В 1780-х годах отмечалась как деревня с 37 дворами, в 1806 году не учитывалась. В 1851 году учитывалась как «вновь выстроенная» деревня с 10 дворами. В 1859 году здесь (деревня Корчевского уезда Тверской губернии) было учтено 10 дворов, в 1887 — 17.

## Население
Численность населения: 107 человек (1780-е годы), 100 человек (1859 год), 118 (1887), 0 как в 2002 году, так и в 2010.